# Bande
Bande település Spanyolországban, Ourense tartományban. Bande Muíños, Lobeira, Verea, Rairiz de Veiga és Porqueira községekkel határos. Lakosainak száma 1473 fő (2024).

## Népesség
A település népessége az elmúlt években az alábbi módon változott:
| Lakosok száma | 2541 | 2326 | 2292 | 2116 | 1958 | 1829 | 1618 | 1528 | 1463 | 1473 |
|               | 2001 | 2004 | 2007 | 2009 | 2012 | 2014 | 2017 | 2019 | 2022 | 2024 |